# Bursera aptera
Bursera aptera là một loài thực vật có hoa trong họ Burseraceae. Loài này được Ramírez mô tả khoa học đầu tiên năm 1894.